# Anthrax genius
Anthrax genius är en tvåvingeart som först beskrevs av Georg Wolfgang Franz Panzer 1798.  Anthrax genius ingår i släktet Anthrax och familjen snäppflugor.
Artens utbredningsområde är Österrike. Inga underarter finns listade i Catalogue of Life.